# دهستان آق‌سو
آق‌سو، دهستانی است از توابع بخش مرکزی شهرستان کلاله در استان گلستان ایران.

## جمعیت
براساس سرشماری سال ۱۳۸۵جمعیت آن ۱۴۹۷۲ نفر (۳۲۳۷خانوار) بوده است.